# G.I.
För andra betydelser, se GI.
G.I. är en slangbeteckning på amerikanska soldater, som i engelskan ibland även används om dessa soldaters utrustning (G.I. rifle och så vidare). Etymologiskt härstammar beteckningen från en förkortning för galvaniserat järn (galvanized iron) som användes i USA:s armé för att beskriva utrustning som var tillverkat av materialet i fråga (till exempel G.I. trash can om en papperskorg). Betydelsen av förkortningen tappades dock bort. Begreppet fick ännu större spridning i och med andra världskriget då en mycket större grupp amerikaner tjänstgjorde i det militära över ett större geografiskt område och då överfördes beteckningen även på soldaterna själva. Olika betydelser av förkortningen har uttolkats genom åren, en av de vanligaste är government issue (ungefär "regeringens utrustning") och begreppet används då ofta ironiskt; soldaterna är inte längre individer utan tillhör regeringen i likhet med sin utrustning.